# Vaidehi Chaudhari
Vaidehi Chaudhari (* 14. Februar 2000) ist eine indische Tennisspielerin.

## Karriere
Chaudhari, die mit 11 Jahren das Tennisspielen begann, bevorzugt dabei laut ITF-Profil Hartplätze. Sie spielt überwiegend Turniere auf der ITF Women’s World Tennis Tour, wo sie bereits drei Titel im Einzel und fünf im Doppel gewinnen konnte.

## Turniersiege

### Einzel
| Nr. | Datum            | Turnier  | Kategorie | Belag     | Finalgegnerin       | Ergebnis      |
| --- | ---------------- | -------- | --------- | --------- | ------------------- | ------------- |
| 1.  | 1. Januar 2023   | Gwalior  | ITF W15   | Hartplatz | Xenija Laskutowa    | 7:5, 6:4      |
| 2.  | 26. Februar 2023 | Gurugram | ITF W15   | Hartplatz | Sandeepti Singh Rao | 4:6, 6:2, 6:0 |
| 3.  | 30. Juni 2024    | Taipeh   | ITF W35   | Hartplatz | Kyōka Okamura       | 3:6, 7:5, 6:3 |

### Doppel
| Nr. | Datum             | Turnier             | Kategorie | Belag     | Partnerin             | Finalgegnerinnen                   | Ergebnis  |
| --- | ----------------- | ------------------- | --------- | --------- | --------------------- | ---------------------------------- | --------- |
| 1.  | 31. Dezember 2022 | Gwalior             | ITF W15   | Hartplatz | Xenija Laskutowa      | Vaishnavi Adkar Saumya Vig         | 6:1, 7:63 |
| 2.  | 3. Juni 2023      | Nakhon Si Thammarat | ITF W25   | Hartplatz | Shrivalli Bhamidipaty | Zeel Desai Anastassija Suchotina   | 6:4, 6:3  |
| 3.  | 2. Dezember 2023  | Ahmedabad           | ITF W15   | Hartplatz | Shrivalli Bhamidipaty | Akanksha Dileep Nitture Soha Sadiq | 6:1, 6:2  |
| 4.  | 16. März 2024     | Indore              | ITF W35   | Hartplatz | Shrivalli Bhamidipaty | Lee Ya-hsuan Park So-hyun          | 6:3, 7:5  |
| 5.  | 15. März 2025     | Nonthaburi          | ITF W35   | Hartplatz | Shrivalli Bhamidipaty | Punnin Kovapitukted Yūki Naitō     | 6:4, 6:3  |